# Słowenia w Konkursie Piosenki Eurowizji
Słowenia jako niezależny kraj uczestniczy w Konkursie Piosenki Eurowizji od 1993 roku. Od czasu debiutu konkursem w kraju zajmuje się słoweński nadawca publiczny Radiotelevizija Slovenija (RTV SLO). W 1993 i 1995 roku reprezentant Słowenii wybrany został poprzez format Slovenski izbor za Pesem Evrovizije, a w latach 1996–1999 oraz 2001–2012 – Evrovizijska Melodija (EMA). W 2013 roku krajowy reprezentant wytypowany został wewnętrznie przez telewizję.
Najwyższy wynik Słowenii to siódme miejsce, które zajęły Darja Švajger z piosenką „Prisluhni mi” w 1995 i Nuša Derenda z utworem „Energy” w 2001. Z powodu słabych wyników w latach poprzednich, kraj nie wziął udziału w konkursie w 1994 i 2000.

## Uczestnictwo
Słowenia uczestniczy w Konkursie Piosenki Eurowizji od 1993. Poniższa tabela uwzględnia wszystkich słoweńskich reprezentantów, tytuły konkursowych utworów oraz wyniki osiągnięte w poszczególnych latach.
| Rok  | Artysta                   | Piosenka                        | Język                | Finał              | Finał              | Półfinał                | Półfinał                |
| Rok  | Artysta                   | Piosenka                        | Język                | Miejsce            | Punkty             | Miejsce                 | Punkty                  |
| ---- | ------------------------- | ------------------------------- | -------------------- | ------------------ | ------------------ | ----------------------- | ----------------------- |
| 1993 | 1xBand                    | „Tih deževen dan”               | słoweński            | 22                 | 9                  | 1                       | 54                      |
| 1994 | Brak reprezentanta        | Brak reprezentanta              | Brak reprezentanta   | Brak reprezentanta | Brak reprezentanta | Brak reprezentanta      | Brak reprezentanta      |
| 1995 | Darja Švajger             | „Prisluhni mi”                  | słoweński            | 7                  | 84                 | Brak rundy półfinałowej | Brak rundy półfinałowej |
| 1996 | Regina                    | „Dan najlepših sanj”            | słoweński            | 21                 | 16                 | 19                      | 30                      |
| 1997 | Tanja Ribič               | „Zbudi se”                      | słoweński            | 10                 | 60                 | Brak rundy półfinałowej | Brak rundy półfinałowej |
| 1998 | Vili Resnik               | „Naj bogovi slišijo”            | słoweński            | 18                 | 17                 | Brak rundy półfinałowej | Brak rundy półfinałowej |
| 1999 | Darja Švajger             | „For a Thousand Years”          | angielski            | 11                 | 50                 | Brak rundy półfinałowej | Brak rundy półfinałowej |
| 2000 | Brak reprezentanta        | Brak reprezentanta              | Brak reprezentanta   | Brak reprezentanta |                    | Brak rundy półfinałowej | Brak rundy półfinałowej |
| 2001 | Nuša Derenda              | „Energy”                        | angielski            | 7                  | 70                 | Brak rundy półfinałowej | Brak rundy półfinałowej |
| 2002 | Sestre                    | „Samo ljubezen”                 | słoweński            | 13                 | 33                 | Brak rundy półfinałowej | Brak rundy półfinałowej |
| 2003 | Karmen Stavec             | „Nanana”                        | angielski            | 23                 | 7                  | Brak rundy półfinałowej | Brak rundy półfinałowej |
| 2004 | Platin                    | „Stay Forever”                  | angielski            | –                  | –                  | 21                      | 5                       |
| 2005 | Omar Naber                | „Stop”                          | słoweński            | –                  | –                  | 12                      | 69                      |
| 2006 | Anžej Dežan               | „Mr. Nobody”                    | angielski            | –                  | –                  | 16                      | 49                      |
| 2007 | Alenka Gotar              | „Cvet z juga”                   | słoweński            | 15                 | 66                 | 7                       | 140                     |
| 2008 | Rebeka Dremelj            | „Vrag naj vzame”                | słoweński            | –                  | –                  | 11                      | 36                      |
| 2009 | Quartissimo i Martina     | „Love Symphony”                 | słoweński, angielski | –                  | –                  | 16                      | 14                      |
| 2010 | Kalamari i Ansambel       | „Narodnozabavni rock”           | słoweński            | –                  | –                  | 16                      | 6                       |
| 2011 | Maja Keuc                 | „No One”                        | angielski            | 13                 | 96                 | 3                       | 112                     |
| 2012 | Eva Boto                  | „Verjamem”                      | słoweński            | –                  | –                  | 17                      | 31                      |
| 2013 | Hannah                    | „Straight Into Love”            | angielski            | –                  | –                  | 16                      | 8                       |
| 2014 | Tinkara Kovač             | „Round and Round”               | angielski, słoweński | 25                 | 9                  | 10                      | 52                      |
| 2015 | Maraaya                   | „Here for You”                  | angielski            | 14                 | 39                 | 5                       | 92                      |
| 2016 | ManuElla                  | „Blue and Red”                  | angielski            | –                  | –                  | 14                      | 57                      |
| 2017 | Omar Naber                | „On My Way”                     | angielski            | –                  | –                  | 17                      | 36                      |
| 2018 | Lea Sirk                  | „Hvala, ne!”                    | słoweński            | 22                 | 64                 | 8                       | 132                     |
| 2019 | Zala Kralj i Gašper Šantl | „Sebi”                          | słoweński            | 15                 | 105                | 6                       | 167                     |
| 2020 | Ana Soklič                | „Voda”                          | słoweński            | Konkurs odwołany   | Konkurs odwołany   | Konkurs odwołany        | Konkurs odwołany        |
| 2021 | Ana Soklič                | „Amen”                          | angielski            | –                  | –                  | 13                      | 44                      |
| 2022 | LPS                       | „Disko”                         | słoweński            | –                  | –                  | 17                      | 15                      |
| 2023 | Joker Out                 | „Carpe Diem”                    | słoweński            | 21                 | 78                 | 5                       | 103                     |
| 2024 | Raiven                    | „Veronika”                      | słoweński            | 23                 | 27                 | 9                       | 51                      |
| 2025 | Klemen                    | „How Much Time Do We Have Left” | angielski            | –                  | –                  | 13                      | 23                      |

Legenda:
     1. miejsce

## Historia głosowania w finale (1993–2025)
Poniższe tabele pokazują, którym krajom Słowenia przyznaje w finale najwięcej punktów oraz od których państw słoweńscy reprezentanci otrzymują najwyższe noty.
| \| L.p. \| Kraj \| Punkty \| \| ---- \| -------------------- \| ------ \| \| 1 \| Włochy \| 163 \| \| 2 \| Chorwacja \| 155 \| \| 3 \| Szwecja \| 148 \| \| 4 \| Serbia \| 144 \| \| 5 \| Bośnia i Hercegowina \| 100 \| | Legenda: 1. miejsce 2. miejsce 3. miejsce |        |
| L.p. | Kraj                                      | Punkty |
| 1 | Włochy                                    | 163    |
| 2 | Chorwacja                                 | 155    |
| 3 | Szwecja                                   | 148    |
| 4 | Serbia                                    | 144    |
| 5 | Bośnia i Hercegowina                      | 100    |

| L.p. | Kraj                 | Punkty |
| ---- | -------------------- | ------ |
| 1    | Chorwacja            | 118    |
| 2    | Bośnia i Hercegowina | 61     |
| 3    | Serbia               | 60     |
| 4    | Rosja                | 35     |
| 5    | Macedonia Północna   | 33     |
| 5    | Polska               | 33     |